# Stenochroma gahani
Stenochroma gahani är en skalbaggsart som först beskrevs av Julien Achard 1911.  Stenochroma gahani ingår i släktet Stenochroma och familjen långhorningar. Inga underarter finns listade i Catalogue of Life.